# Offersked

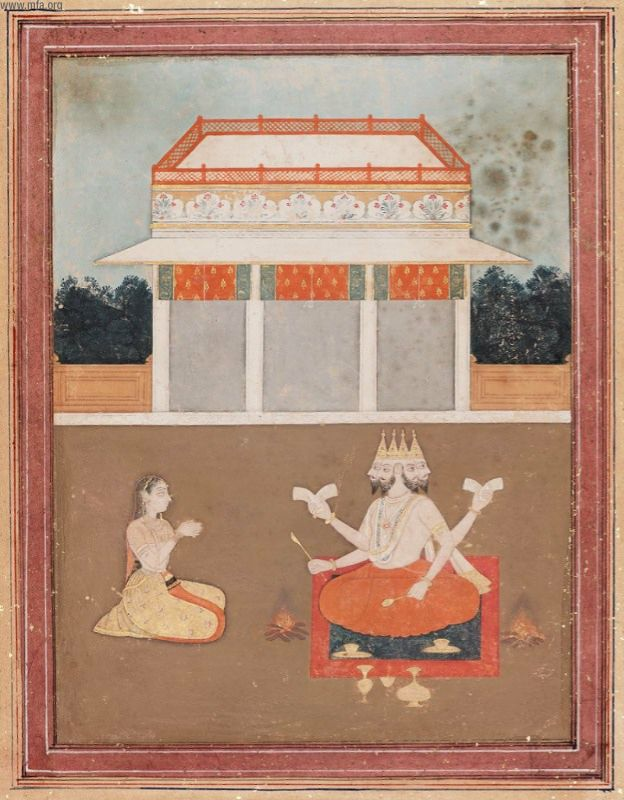
Målning från Rajasthan, Indien, utförd omkring mitten av 1700-talet. Figuren till höger föreställer Brahma med Veda-manuskript och offerskedar i sina händer.

Offersked är ett skedliknande metallföremål som används inom religionen hinduism. En offersked är ett av de föremål som hinduismens skapargud Brahma kan avbildas med och symboliserar hällandet av helig olja, ghee, under bön för rituell rening eller i en helig eld under ceremonier vid offer, och visar att Brahma är förbunden med offer.

## Etymologi
Guden Brahma sägs ha givit alla människor och djur en offersked och ett radband. Med dessa föremål är det meningen att man ska påminnas om att be, studera de heliga skrifterna och att rena sig med vatten. Offerskeden används än idag inom religionen hinduism. Unga hinduer använder ofta familjens offersked till att äta sin kvällsmat.[källa behövs] Den som äter med offerskeden tros bli starkare och få bättre kontakt med Brahma.[källa behövs]  Många hinduer tror också att man ska klara sig bättre i sitt senare liv om man äter med offerskeden som ung.[källa behövs]

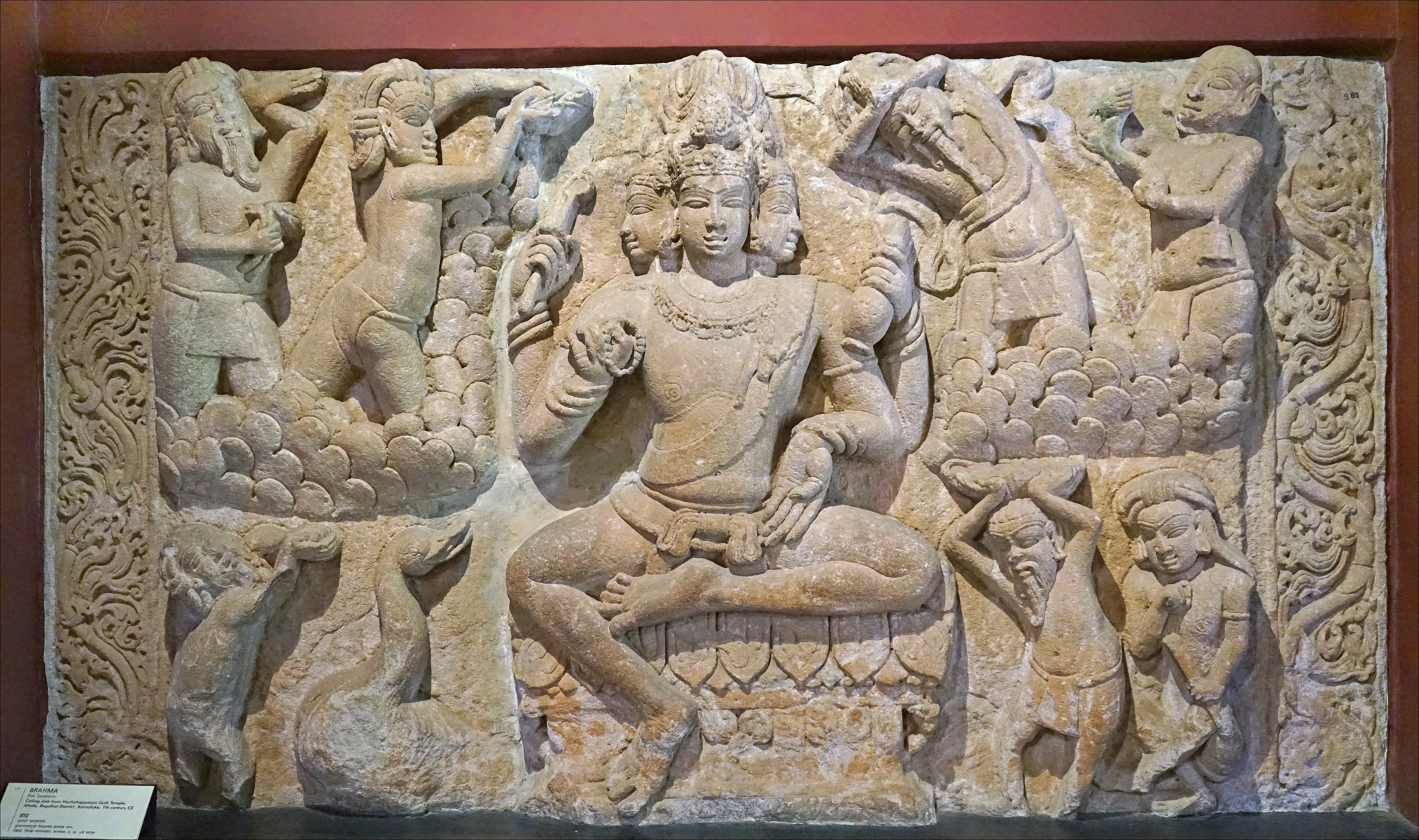
En skulptur av Brahma med en offersked i övre handen till vänster.